# Monts Uinta
Pour les articles homonymes, voir Uinta.
Les monts Uinta (Uinta Mountains) sont une haute chaîne de montagnes des États-Unis, située dans le nord-est de l'Utah (à environ 160 km de Salt Lake City) et extrême nord-ouest du Colorado. Chaine secondaire des montagnes Rocheuses, elle présente la particularité d'être la plus haute chaine américaine (hors Alaska) avec une orientation est-ouest. Ces sommets vont de 3 400 à 4 100 m d'altitude, le plus élevé étant le pic Kings à 4 123 m, point culminant de l'Utah. La Utah State Route 150 (en) (Mirror Lake Highway) traverse la moitié occidentale de la chaine, en direction du Wyoming.
Elle se trouve dans l'écorégion de l'EPA appelée Wasatch and Uinta Mountains.

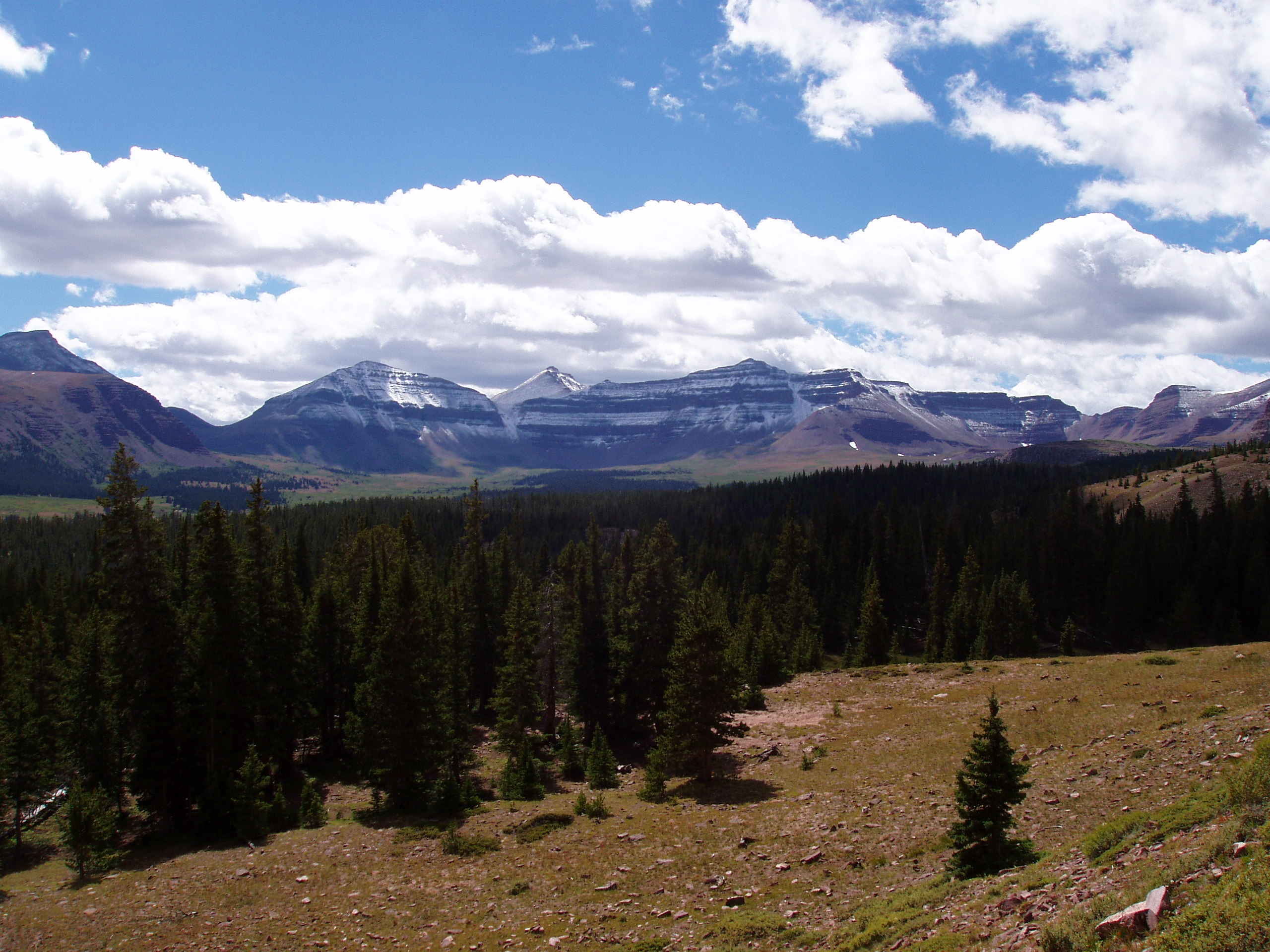
Vue du pic Kings.
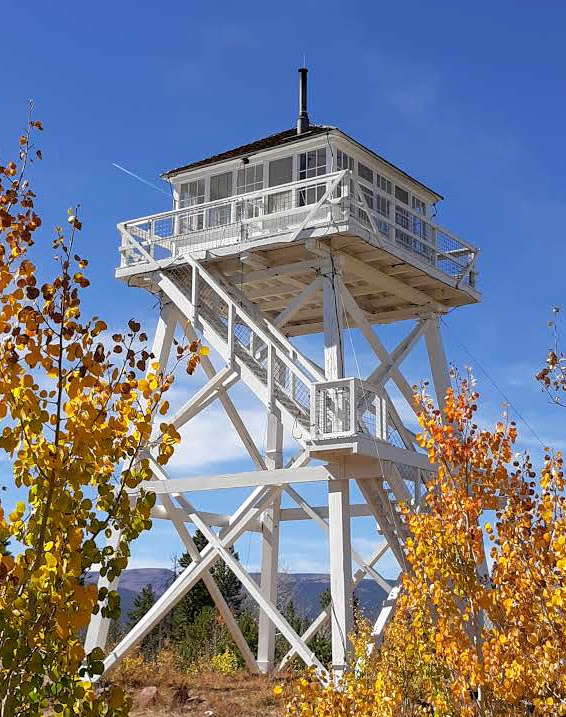
L'Ute Mountain Fire Tower.